# Tredje spilledragt
En tredje spilledragt er en spilledragt, som et hold bærer i kampe, hvor holdenes respektive hjemmebane- og udebanedragter ligner hinanden for meget. Disse spilledragter genererer store overskud i klubberne, NFL genererer $1,2 milliarder årligt i trøjesalg, og NBA kommer på andenpladsen med $900 millioner årligt.